# 植上健治
植上 健治（うえがみ けんじ、1955年5月20日 - 1995年2月16日）は、徳島県徳島市出身のプロ野球選手、打撃投手、スコアラー。

## 来歴・人物
香川県立高松商業高等学校では2年生の時、右翼手、四番打者として1972年夏の甲子園予選北四国大会決勝に進むが、高松一高に完封負け。翌1973年には春夏の甲子園にエース、四番打者として連続出場。春の選抜では向陽高との1回戦を完封で突破するも、2回戦で鳴門工に敗退。夏の甲子園では1回戦で取手一高に延長11回サヨナラ勝ち、2回戦も京都商に9回完封サヨナラ勝ち。3回戦に進出するが、銚子商の土屋正勝投手と投げ合い、6回裏に3点を先制したものの、直後の7回に4点を返され、そのまま敗退。木製バット最後の夏の大会であり、1-0という試合が11試合を数えたこの大会ではあまり見ない逆転劇を喫した。重い速球とシュートが武器だった。
1973年のドラフト2位で阪神タイガースから指名され入団。一年目の春季キャンプで肩と肘を故障し出遅れる。翌年はウエスタンリーグで2勝するが、その後も一軍では登板機会がなく、1977年オフに金銭トレードでクラウンライターライオンズに移籍。しかしここでも出番はなく、1979年限りで現役を引退。
引退後はライオンズの打撃投手に転向。1985年からライオンズのスコアラーに、1994年に再び打撃投手に就くが、1995年のハワイのマウイ島での春季キャンプのミーティング中に心臓発作により急逝。39歳没。

## 詳細情報

### 年度別投手成績
- 一軍公式戦出場なし

### 背番号
- 36（1974年 - 1977年）
- 55（1978年 - 1979年）
- 60（1980年）
- 87（1981年）
- 96（1982年 - 1984年）
- 01（1994年 - 1995年）